# 1936년 하계 올림픽 육상
제11회 하계 올림픽 육상 경기는 1936년 8월 2일부터 8월 9일까지 진행되었고, 43개국에서 선수 776명이 참가하였다.

## 경기장
| 도시   | 경기장                 | 원어명                | 로마자                 | 비고 |
| ------ | ---------------------- | --------------------- | ---------------------- | ---- |
| 베를린 | 베를린 올림픽 스타디움 | Olympiastadion Berlin | Berlin Olympic Stadium |      |

## 메달 집계
| 순위 | 국가           | 금메달 | 은메달 | 동메달 | 합계 |
| ---- | -------------- | ------ | ------ | ------ | ---- |
| 1    | 미국           | 14     | 7      | 4      | 25   |
| 2    | 독일           | 5      | 4      | 7      | 16   |
| 3    | 핀란드         | 3      | 5      | 2      | 10   |
| 4    | 영국           | 2      | 5      | 0      | 7    |
| 4    | 일본           | 2      | 2      | 3      | 7    |
| 6    | 이탈리아       | 1      | 2      | 2      | 5    |
| 7    | 뉴질랜드       | 1      | 0      | 0      | 1    |
| 7    | 헝가리         | 1      | 0      | 0      | 1    |
| 9    | 폴란드         | 0      | 2      | 1      | 3    |
| 10   | 캐나다         | 0      | 1      | 3      | 4    |
| 11   | 스위스         | 0      | 1      | 0      | 1    |
| 12   | 네덜란드       | 0      | 0      | 2      | 2    |
| 12   | 스웨덴         | 0      | 0      | 2      | 2    |
| 14   | 라트비아       | 0      | 0      | 1      | 1    |
| 14   | 오스트레일리아 | 0      | 0      | 1      | 1    |
| 14   | 필리핀         | 0      | 0      | 1      | 1    |
| 합계 | 합계           | 29     | 29     | 29     | 87   |

## 메달리스트

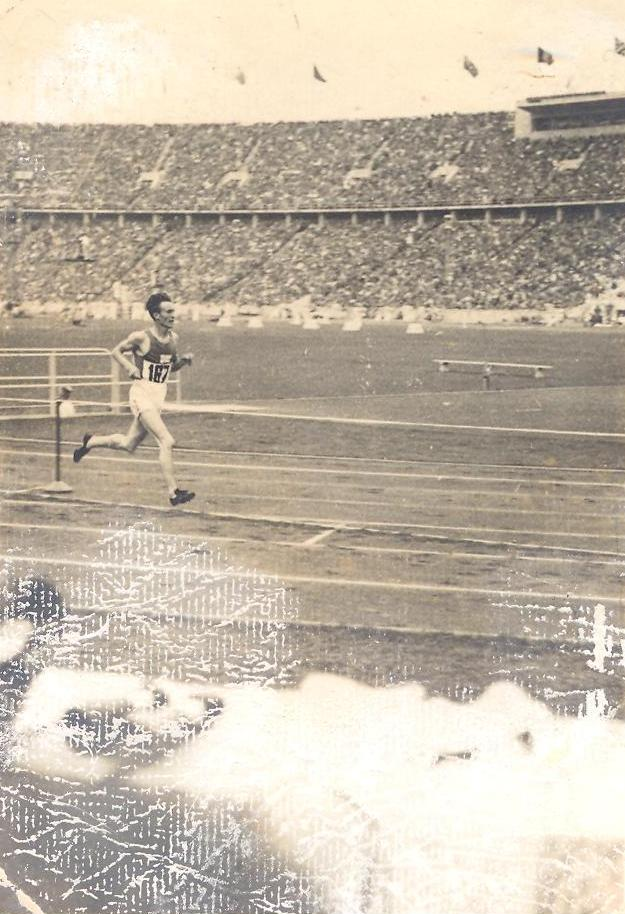
볼마리 이소홀로

| 종목                     | 금                                                                         | 은                                                                                 | 동                                                                                       |
| ------------------------ | -------------------------------------------------------------------------- | ---------------------------------------------------------------------------------- | ---------------------------------------------------------------------------------------- |
| 남자 100m 자세히         | 제시 오언스 · 미국                                                         | 랠프 멧칼프 · 미국                                                                 | 티뉘스 오센다르프 · 네덜란드                                                             |
| 남자 200m 자세히         | 제시 오언스 · 미국                                                         | 맥 로빈슨 · 미국                                                                   | 티뉘스 오센다르프 · 네덜란드                                                             |
| 남자 400m 자세히         | 아치 윌리엄스 · 미국                                                       | 갓프레이 브라운 · 영국                                                             | 제임스 루발 · 미국                                                                       |
| 남자 800m 자세히         | 존 우드러프 · 미국                                                         | 마리오 란치 · 이탈리아                                                             | 필 에드워즈 · 캐나다                                                                     |
| 남자 1500m 자세히        | 잭 러블록 · 뉴질랜드                                                       | 글렌 커닝험 · 미국                                                                 | 루이지 베칼리 · 이탈리아                                                                 |
| 남자 5000m 자세히        | 군나르 회케르트 · 핀란드                                                   | 라우리 레흐티넨 · 핀란드                                                           | 헨리 욘손 · 스웨덴                                                                       |
| 남자 10000m 자세히       | 일마리 살미넨 · 핀란드                                                     | 아르보 아스콜라 · 핀란드                                                           | 볼마리 이소홀로 · 핀란드                                                                 |
| 남자 허들 110m 자세히    | 포레스트 타운스 · 미국                                                     | 돈 핀레이 · 영국                                                                   | 프리츠 폴러드 주니어 · 미국                                                              |
| 남자 허들 400m 자세히    | 글렌 허딘 · 미국                                                           | 존 로링 · 캐나다                                                                   | 미겔 화이트 · 필리핀                                                                     |
| 남자 3000m 장애물 자세히 | 볼마리 이소홀로 · 핀란드                                                   | 카를로 투오미넨 · 핀란드                                                           | 알프레드 돔퍼트 · 독일                                                                   |
| 남자 400m 계주 자세히    | 미국 (USA) · 랠프 멧칼프 · 제시 오언스 · 포이 드라퍼 · 프랭크 와이코프     | 이탈리아 (ITA) · 엘리오 라그니 · 오라치오 마리아니 · 지아니 칼다나 · 툴리오 고넬리 | 독일 (GER) · 게르트 호른베르거 · 빌헬름 라이슘 · 에르빈 길마이스터 · 에리히 보르슈메이어 |
| 남자 1600m 계주 자세히   | 영국 (GBR) · 프리디 월프 · 갓프레이 램플링 · 빌 로버츠 · 갓프레이 브라운   | 미국 (USA) · 로버트 영 · 알프레드 피치 · 에드워드 오브리엔 · 해럴드 커글           | 독일 (GER) · 루돌프 하르비크 · 프리에드리히 폰 스튈프나겔 · 하리 보이트 · 헬무트 하만    |
| 남자 마라톤 자세히       | 손기정 · 일본                                                              | 어네스트 허퍼 · 영국                                                               | 남승룡 · 일본                                                                            |
| 남자 50km 경보 자세히    | 해럴드 휘틀록 · 영국                                                       | 아르투르 텔 슈바브 · 스위스                                                        | 아달베르츠 부벤코 · 라트비아                                                             |
| 남자 멀리뛰기 자세히     | 제시 오언스 · 미국                                                         | 루츠 롱 · 독일                                                                     | 다지마 나오토 · 일본                                                                     |
| 남자 세단뛰기 자세히     | 다지마 나오토 · 일본                                                       | 하라다 마사오 · 일본                                                               | 잭 멧칼프 · 오스트레일리아                                                               |
| 남자 높이뛰기 자세히     | 코넬리어스 존슨 · 미국                                                     | 데이브 알브리턴 · 미국                                                             | 델로스 더버 · 미국                                                                       |
| 남자 장대높이뛰기 자세히 | 얼 미도 · 미국                                                             | 니시다 슈헤이 · 일본                                                               | 오에 스에오 · 일본                                                                       |
| 남자 포환던지기 자세히   | 한스 뵐케 · 독일                                                           | 술로 배를룬 · 핀란드                                                               | 게르하르트 슈퇴크 · 독일                                                                 |
| 남자 원반던지기 자세히   | 켄 카펜터 · 미국                                                           | 고든 던 · 미국                                                                     | 조르조 오베르베게르 · 이탈리아                                                           |
| 남자 창던지기 자세히     | 게르하르트 슈퇴크 · 독일                                                   | 위료 니카넨 · 핀란드                                                               | 칼레르보 토이보넨 · 핀란드                                                               |
| 남자 해머던지기 자세히   | 카를 하인 · 독일                                                           | 에르빈 클라스크 · 독일                                                             | 프레드 바른고르드 · 스웨덴                                                               |
| 남자 10종 자세히         | 글렌 모리스 · 미국                                                         | 밥 클라크 · 미국                                                                   | 잭 파커 · 미국                                                                           |
| 여자 100m 자세히         | 헬렌 스티븐스 · 미국                                                       | 스타니스와바 발라시에비치 · 폴란드                                                 | 케테 크라우스 · 독일                                                                     |
| 여자 80m 허들 자세히     | 트레비손다 발라 · 이탈리아                                                 | 아니 슈토이어 · 독일                                                               | 베티 테일러 · 캐나다                                                                     |
| 여자 400m 계주 자세히    | 미국 (USA) · 베티 로빈슨 · 앤니트 로저스 · 해리어트 블랜드 · 헬렌 스티븐스 | 영국 (GBR) · 바바라 버크 · 바이올릿 올니 · 에일린 히스코크 · 오드레이 브라운       | 캐나다 (CAN) · 도로시 브룩쇼 · 밀드레드 돌슨 · 앨린 미저 · 힐다 카멜론                   |
| 여자 높이뛰기 자세히     | 차크 이볼랴 · 헝가리                                                       | 도로시 타일러 오덤 · 영국                                                          | 엘프리에데 카운 · 독일                                                                   |
| 여자 원반던지기 자세히   | 기셀라 마우에르마이어 · 독일                                               | 야드비가 바이스 · 폴란드                                                           | 파울라 몰렌하우어 · 독일                                                                 |
| 여자 창던지기 자세히     | 틸리 플라이셔 · 독일                                                       | 루이제 크뤼거 · 독일                                                               | 마리아 크바니에바카스카 · 폴란드                                                         |

## 참고 자료
- (영어) 국제 올림픽 위원회 메달리스트 데이터베이스
- (영어) “Athletics at the 1936 Berlin Summer Games”. sports-reference.com. 2008년 12월 8일에 원본 문서에서 보존된 문서. 2011년 8월 18일에 확인함.